# Patrick Leonard

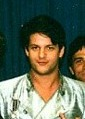
Patrick Leonard podczas The Virgin Tour (1985)

Patrick Raymond Leonard (ur. 14 marca 1956 w Crystal Falls w stanie Michigan) – amerykański tekściarz, kompozytor, klawiszowiec, pianista i producent muzyczny. 
Jego wieloletnia współpraca z Madonną obejmuje jej albumy: True Blue (1986), Who’s That Girl (1987), Like a Prayer (1989), I’m Breathless (1990) i Ray of Light (1998). Napisał muzykę do filmu dokumentalnego Madonny I Am Without We Are (2008), grał na klawiszach w zespole Madonny podczas Live Aid (1985), a także był dyrektorem muzycznym i klawiszowcem podczas The Virgin Tour (1985) i Who’s That Girl World Tour (1987).
Leonard współpracował także z wieloma innymi artystami, w tym w późnym okresie z zespołem Pink Floyd, solo Roger Waters, Elton John, Leonard Cohen, Bryan Ferry, Julian Lennon, Rod Stewart, Michael Jackson, Fleetwood Mac, Jeff Beck, Bryan Adams, Peter Cetera, Jewel, Blue October, Michael W. Smith, Marianne Faithfull i Robbie Robertson. Był także kompozytorem wielu filmów i przedstawień teatralnych. Współpracował także z Leonardem Cohenem jako tekściarz i producent Old Ideas (2012) i Popular Problems (2014), współscenarzysta i współproducent You Want It Darker (2016). Piosenka „Nevermind” pochodząca z albumu Cohena Popular Problems, której współautorem i producentem był Patrick Leonard, została wykorzystana jako motyw tytułowy drugiego sezonu serialu HBO Detektyw (2015).
Leonard był trzykrotnie nominowany do nagrody Grammy: w 1988 dla najlepszej piosenki napisanej dla filmu lub telewizji „Who’s That Girl” z komedii Jamesa Foleya Kim jest ta dziewczyna? (1987), za którą został uhonorowany nagrodą Amerykańskiego Stowarzyszenia Kompozytorów, Autorów i Wydawców i był nominowany do Złotego Globu za najlepszą piosenkę, w 1995 w dla najlepszej piosenki napisanej dla mediów wizualnych „I’ll Remember” z komediodramatu Z honorami (With Honors, 1994) i w 1999 za album roku Ray of Light (1998).
Był autorem muzyki do musicalu Dziesięć przykazań (The Ten Commandments: The Musical) w choreografii Travisa Payne’a; premiera miała miejsce 21 września 2004 w Kodak Theatre. W obsadzie znaleźli się: Val Kilmer w roli Mojżesza i Adam Lambert jako Jozue.